# Zawały (województwo mazowieckie)
Zawały – wieś sołecka w Polsce położona w województwie mazowieckim, w powiecie lipskim, w gminie Rzeczniów.
W latach 1975–1998 miejscowość należała administracyjnie do województwa radomskiego.
Z 16 na 17 października 1943 żandarmeria niemiecka wraz z Kałmukami z Ostrowca Świętokrzyskiego spacyfikowała wieś. W wyniku akcji śmierć poniosło 51 mieszkańców wsi.
Wierni Kościoła rzymskokatolickiego należą do parafii św. Mikołaja w Grabowcu.